# Sirsalis (cráter)

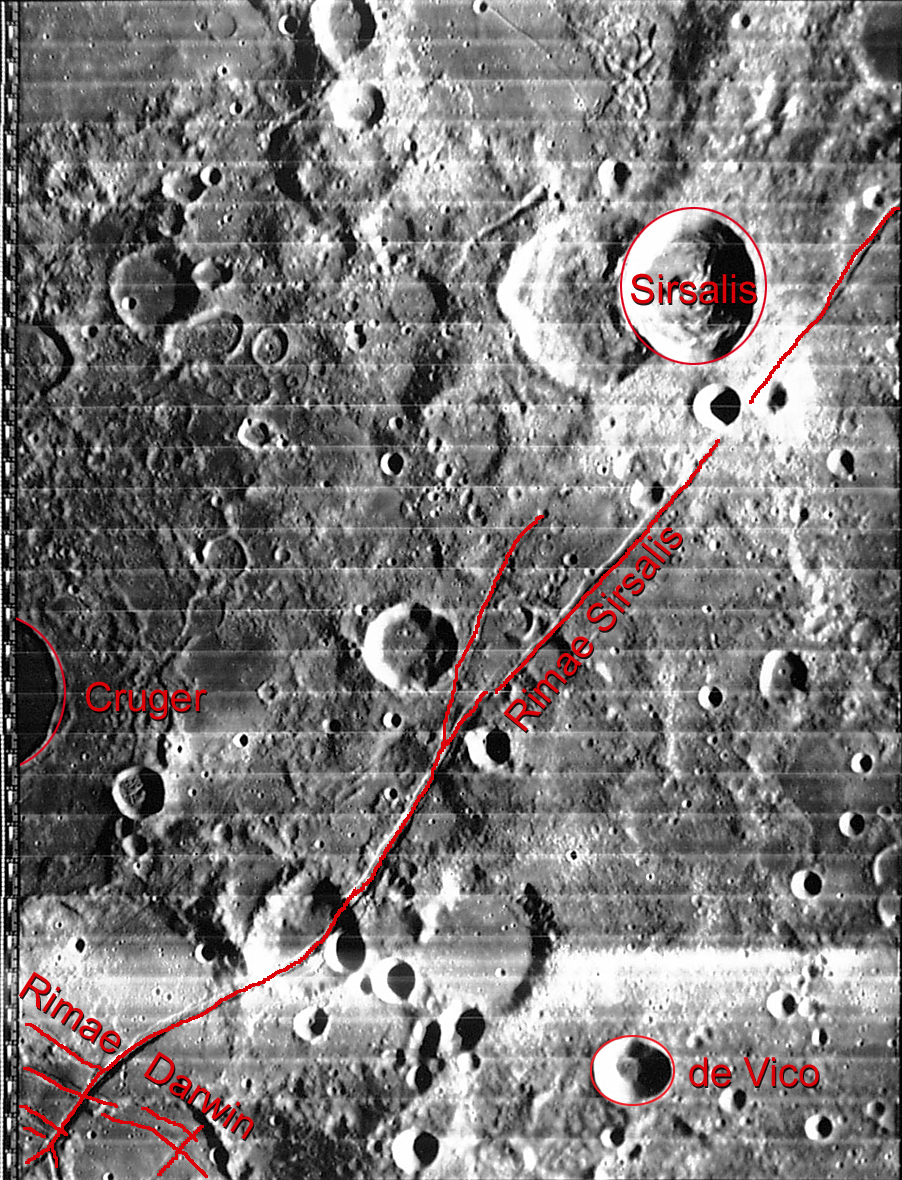
Riamae Sirsalis, al sur este del cráter.

Sirsalis es un cráter de impacto lunar relativamente reciente, situado cerca del terminador lunar occidental, al suroeste del Oceanus Procellarum. El cráter es atravesado por una cresta que lo recorre en dirección norte-sur. 
|  |

Tiene un borde afilado y un pico central bajo. Se superpone con Sirsalis A, ligeramente más grande y más antiguo, ubicado al oeste-suroeste, formando una pareja de cráteres fácilmente reconocible.
Al sureste se localiza un sistema de grietas denominado Rimae Sirsalis. El más largo de estos cañones sigue una línea que se extiende aproximadamente desde el norte-noreste hacia el sur-suroeste, dejando el borde sudeste de Sirsalis a apenas 10 kilómetros. Esta larga hendidura corre 330 kilómetros de la orilla del Oceanus Procellarum, hasta que cruza el cráter Darwin A y cruza las Rimae Darwin al este del cráter Darwin.

## Cráteres satélite
Por convención estos elementos son identificados en los mapas lunares poniendo la letra en el lado del punto medio del cráter que está más cercano a Sirsalis.
|          | \| Sirsalis \| Coordenadas \| Diámetro \| \| -------- \| ------------------------------ \| -------- \| \| A \| 12°42′S 61°18′O / -12.7, -61.3 \| 49 km \| \| B \| 11°06′S 63°42′O / -11.1, -63.7 \| 16 km \| \| C \| 10°18′S 63°48′O / -10.3, -63.8 \| 22 km \| \| D \| 9°54′S 58°36′O / -9.9, -58.6 \| 35 km \| \| E \| 8°06′S 56°30′O / -8.1, -56.5 \| 72 km \| \| F \| 13°30′S 60°06′O / -13.5, -60.1 \| 13 km \| \| G \| 13°42′S 61°42′O / -13.7, -61.7 \| 30 km \| \| H \| 14°00′S 62°24′O / -14.0, -62.4 \| 26 km \| \| J \| 13°24′S 59°48′O / -13.4, -59.8 \| 12 km \| \| K \| 10°24′S 57°18′O / -10.4, -57.3 \| 7 km \| \| T \| 9°12′S 53°24′O / -9.2, -53.4 \| 16 km \| \| Z \| 10°42′S 61°54′O / -10.7, -61.9 \| 91 km \| |          |
| Sirsalis | Coordenadas | Diámetro |
| A        | 12°42′S 61°18′O / -12.7, -61.3 | 49 km    |
| B        | 11°06′S 63°42′O / -11.1, -63.7 | 16 km    |
| C        | 10°18′S 63°48′O / -10.3, -63.8 | 22 km    |
| D        | 9°54′S 58°36′O / -9.9, -58.6 | 35 km    |
| E        | 8°06′S 56°30′O / -8.1, -56.5 | 72 km    |
| F        | 13°30′S 60°06′O / -13.5, -60.1 | 13 km    |
| G        | 13°42′S 61°42′O / -13.7, -61.7 | 30 km    |
| H        | 14°00′S 62°24′O / -14.0, -62.4 | 26 km    |
| J        | 13°24′S 59°48′O / -13.4, -59.8 | 12 km    |
| K        | 10°24′S 57°18′O / -10.4, -57.3 | 7 km     |
| T        | 9°12′S 53°24′O / -9.2, -53.4 | 16 km    |
| Z        | 10°42′S 61°54′O / -10.7, -61.9 | 91 km    |